# Danio margaritatus
Danio margaritatus, conosciuto in acquariofilia come Galaxy rasbora, è un piccolo pesce d'acqua dolce di recente classificazione (2007), appartenente alla famiglia Cyprinidae.

## Distribuzione e habitat
Questa specie è autoctona del Myanmar, dove abita piccoli corsi d'acqua (torrenti, laghetti e stagni) collinari e montuosi (oltre 1000 m s.l.m.) in zone di pascolo, con acque tiepide (20-24 °C) e limpide, profonde solamente 30 cm, e molto ricche di vegetazione acquatica (Elodea o Anacharis) e semiacquatica.

## Descrizione
La forma del corpo è affine agli altri generi della sottofamiglia Danioinae, ma è più corto e tozzo, con profilo ventrale più convesso. Le pinne sono corte e arrotondate. La livrea è molto interessante: l'intero corpo, ad eccezione del sottogola e e del basso ventre, giallo-argentei, è Verde Veronese tendente al ceruleo, a pois irregolari gialli. Le pinne sono giallo-rossastre rigate da due linee verde smeraldo, la coda ha la parte centrale verde smeraldo con i due lobi giallo-rossastri. Nel periodo riproduttivo (condizionato da clima e variazioni chimiche nell'acqua) il maschio presenta un arrossamento del ventre. La livrea femminile è più smorta (le pinne sono giallo pallido e non tendenti al rosso).

Ha dimensioni molto contenute, raggiunge e supera di poco i 2 cm.

## Tassonomia
Scoperta dal Tyson Roberts nel corso del 2006 ed inviata all'acquario di Bolton, in Gran Bretagna, per essere studiata, inizialmente era stata associata al genere Microrasbora per le caratteristiche fisiche e di nuoto, salvo poi essere descritta con un genere tutto nuovo, Celesthichtys, per poi essere inserito nel genere Danio.

## Status e conservazione
D. margaritatus è una specie di recentissima scoperta, pertanto non si conoscono tutte le sue abitudini e la sua diffusione. Il governo del Myanmar ne ha vietata l'esportazione per l'acquariofilia, che ha causato una notevole diminuzione delle popolazioni selvatiche unitamente alla distruzione dell'habitat originario, ed autorizzato lo studio in situ e in laboratorio a numerosi biologi. Sempre nel corso del 2007 sono state scoperte nuove popolazioni in luoghi diversi dal ritrovamento iniziale

## Pesca e commercio
Le popolazioni locali pescavano questa specie per la loro alimentazione, facendo essiccare grandi quantità di questi piccoli pesci che avevano anche un piccolo interesse commerciale. Con l'avvento dell'acquariofilia i pescatori locali smisero di includerli nella loro dieta per venderli vivi ai grandi distributori e allevatori commerciali, che li diffusero in tutto il mondo. L'aumento del reddito di queste popolazioni ha permesso al governo locale di vietarne la pesca.